# براونتاون، شهرستان لوزرن، پنسیلوانیا
براونتاون (به انگلیسی: Browntown) یک منطقهٔ مسکونی در ایالات متحده آمریکا است که در شهرستان لوزرن، پنسیلوانیا واقع شده‌است. براونتاون ۱٫۲ کیلومتر مربع مساحت و ۱٬۴۱۸ نفر جمعیت دارد.